# Línia 6 (Metro de São Paulo)
La Línia 6 del Metro de São Paulo (en portuguès, Linha 6 Laranja do Metrô de São Paulo) és un projecte ferroviari de nova construcció liderat per la Secretaria de Transports del Govern estatal (regional) de São Paulo (Brasil). Es tracta d'una línia metroviària nova que ha de connectar el centre històric de la ciutat (estació de São Joaquim, al barri de Liberdade) fins a l'extrem nord-oest de la ciutat (estació de Brasilândia). El projecte s'ha d'implantar per mitjà d'una parceria publicoprivada (PPP) que inclou la construcció de la infraestructura, els subministraments de tots els equipaments i el material mòbil i l'explotació ferroviària i comercial per un temps de 25 anys. Després, la línia passarà a integrar-se en la xarxa de Metrô São Paulo, qui en serà l'operador.
El traçat serà de 15,3 km (de São Joaquim a les cotxeres de Morro Grande, fins a l'estació final de Brasilândia en serien 13,35km) totalment soterrat, incloent-hi 15 estacions. Al final de la línia s'hi ha de construir uns tallers i cotxeres, en l'emplaçament anomenat Morro Grande. Actualment, el projecte està suspès, atès que l'empresa adjudicatària del projecte (el consorci MoveSP, integrat principalment per les empreses Odebrecht i Queiroz Galvão), en va suspendre les obres, oficialment, el juny de 2019, arrel de la crisi política i la situació de totes dues empreses, involucrades en diversos casos de corrupció, en l'anomenat cas Lava Jato (no debades, tot i ser una modalitat de construcció i operació privada, el consorci disposava de finançament per mitjans de l'ens públic d'inversions BNDES (Banco Nacional de Desenvolvimento Social). D'ençà la cancel·lació del contracte, el Govern de l'estat de São Paulo ha iniciat un procés per reprendre el Projecte. No obstant això, i malgrat l'interès d'algunes empreses, ara per ara, no s'ha arribat a cap acord oficial. Amb tot, es tracta d'un dels projectes ferroviaris vigents més importants de tot el Brasil.
Per altra banda, en horitzons enllà de la construcció de la línia, hi ha planificades extensions cap al nord de Morro Grande, a Bandeirantes (5 estacions) i cap al sud 8 estacions en una fase i 5 més en una darrera fase, fins a Cidade Líder.
El plec de licitació preveia una demanda útil de la línia de 633.300 passatgers per dia per a l'any 2017.

## Antecedents
El 2010 Metrô de Sao Paulo va dissenyar un projecte bàsic per a la Línia 6. El 2012 es publicà un primer plec per a la contractació de la concessió però no hi aparegué cap empresa interessada. El 2013, s'intentà un altre cop: la SECRETARIA DOS TRANSPORTES METROPOLITANOS publica la CONCORRÊNCIA INTERNACIONAL No 004/2013 PROCESSO STM No 000770/2012 - PPP da Linha 6 – Laranja.
A finals del 2013, es creà la PPP per la qual Move São Paulo (l'únic que s'hi va presentar) esdevingué el consorci concessionari (format per les empreses Odebrecht Transport, Queiroz Galvão i UTC). MoveSP va adjudicar la l'execució de les obres al consorci constructor CEL6 (Consórcio Expresso Linha 6), integrat per les empreses constructores Odebrecht, Queiroz Galvão i l'empresa japonesa d'enginyeria de sistemes MHI (Mitsubishi Heavy Industries).
El 2015 Move São Paulo, d'acord amb la planificació del Projecte, lliurà a la Secretaria de Transports Metropolitans del Govern de São Paulo el projecte bàsic (Projeto Conceição) de tota la línia, el qual fou aprovat per l'ens públic.
El 2016 s'iniciaran els treballs preliminars de les obres de construcció, i en determinats emplaçaments, com el Pátio Morro Grande s'hi començaran els treballs de moviment de terres. A finals de 2016 Move São Paulo suspengué l'execució de les obres, arrel dels problemes judicials de les empreses constructores integrants del consorci, fortament involucrades en diversos casos de corrupció, en especial, el cas Lava Jato.
El novembre de 2019 finalitza el període contractual de què disposava Move SP per a reprendre les obres. No obstant això, el govern estableix una pròrroga fins al febrer de 2020. Mentrestant, Move SP ha de mantenir l'estat actual de les instal·lacions d'obra iniciades i de tots els actius immobiliaris vinculats al Projecte així com de tota la maquinària.
El febrer de 2020, la secretaria de Transports del govern de São Paulo anuncia un acord entre Move São Paulo i l'empresa espanyola Acciona per a la venda de la concessió, per valor de 13 bilions de reals. Amb tot, ara per ara, no s'ha arribat a cap formalització entre Acciona i el Govern de São Paulo, que es donaren un termini per a negociar fins a l'Octubre de 2020.

## Traçat
El traçat de la línia comença al centre-sud de la ciutat, al barri de Liberdade, a l'estació actual de la línia 1, São Joaquim; segueix cap al centre històric passant pels barris de Bixiga (estació de Bela Vista), Consolação (estació de 14 Bis) i Higienópolis (estacions d'Higienópolis-Mackenzie i Ángelica-Pacaembu).
Un cop creuat l'estadi municipal de Pacaembu, la traça continua cap al nord-oest, passant pels barris de Perdizes (estacions de PUC-Cardoso de Almeida i Perdizes), Pompeia (estació de CESC Pompeia), Água Branca (estació d'Água Branca) i Lapa de Baixo (estació Santa Marina). A continuació, el túnel creua el riu Tietê i s'enfila cap als barris de Nossa Sra. do Ô (estació de Freguesia do Ô), i finalment, les estacions de João Paulo I, Itaberaba-Hosp. V. Penteado, Vila Cardoso i Brasilândia. La traça continuarà després fins a el Pátio Morro Grande, les cotxeres i tallers de manteniment, en una antiga pedrera.
El mètode constructiu preveu diverses tuneladores per a l'execució dels túnels i estacions en pou o pel mètode "cut & cover", en funció de la cota final d'excavació. El punt més elevat de la traça ferroviària és a l'arribada a les cotxeres de Morro Grande a uns 823m d'altitud i la més baixa pels voltants del creuament del riu Tietê.

## Sistemes Ferroviaris
La línia 6 del Metro de São Paulo serà en ample internacional UIC, instal·lada en via en placa de formigó, electrificada a 1.500VCC per mitjà de catenària rígida i disposarà de sistema de senyalització i protecció al tren CBTC, amb sistema de conducció automàtica ATO sense maquinista (UTO). Disposarà doncs, de sistema de portes d'andana automàtiques (PSD) en totes les estacions.
Totes les estacions disposaran de barreres de peatge automàtiques, climatització, sistemes de transport vertical, a més a més, de la resta d'instal·lacions habituals d'acord a estàndards d'operació ferroviària moderns.
El centre de Control de Tràfic Centralitzat s'ubicarà en l'emplaçament del Pátio Morro Grande, juntament amb les cotxeres i els tallers de manteniment.
L'operació ferroviària prevista és de 70 segons de freqüència de pas en l'hora pic.

## Material Mòbil
El material mòbil amb què s'operarà la línia seguirà el patró dels estàndards del Metro de São Paulo. En aquest cas, seguirà les especificacions tècniques dels trens de les actuals Linha 4 amarelha i Linha 5 Lilás actuals, que també disposen de catenària rígida (la resta de línies disposen de tercer carril a la tensió de 750VCC). Les unitats seran composicions de sis trens amb una llargada total de 132,5m. En el Pla d'Operació de Move SP s'hi preveia una flota de 23+2 unitats.